# Грозни (ракетен крайцер, 1961)
Грозни (на руски: Грозный) е ракетен крайцер, главен кораб на ракетните крайцери от проекта 58 на ВМФ на СССР.

## История на проекта
Всичко са построени 4 подобни крайцера: „Грозни“, „Адмирал Головко“, „Варяг“, „Адмирал Фокин“, които са първите съветски крайцери, въоръжени с противокорабно ракетно оръжие.
Главен конструктор на проекта става В. А. Никитин. Ескизният проект 58 е разработен през 1957 г., през същата година започва разработката на техническия проект за крайцерите. Отначало проекта е класификациран като ескадрен миноносец. „Грозни“ е заложен в Ленинградския корабостроителен завод „А.А. Жданов“ на 23 февруари 1960 г. След построяването кораба е причислен към класа на крайцерите, подклас „ракетен крайцер“, отнасящ се към корабите от I ранг. Окончателно въпросът е решен по време на визитата на кораба от Н. С. Хрушчов от 22 юли 1962 г.

## История на службата
След влизането си в строй е в състава на Северния флот. Пристига в Северодвинск от Балтика на 6 юли 1962 г. На 22 юли 1962 г. провежда в присъствие на Н. С. Хрушчов успешен пуск на две ПКР П-35. През есента на 1962 г. прави обратен преход за Балтика, където преминава втория етап от държавните изпитания. На 10 август 1963 г. пристига на постоянното си място за базиране в Североморск. На 25 юли 1965 г. участва в морския парад в Ленинград в чест на деня на ВМФ, където и за първи път е представен на съветската общественост.
На 20 септември 1966 г. пристига в Севастопол и влиза в състава на Черноморския флот. В този период нееднократно носи бойна служба в Средиземно море, посещава много чуждестранни портове. През 1968 г. кораба участва в снимките на филма „Неутрални води“ (1969), където играе ролята на крайцера „Горделивий“. През юни 1971 г. взема участие във военноморските учения Юг-71.
От 19 юли 1976 г. до 25 февруари 1982 г. преминава среден ремонт и модернизация в „Севморзавод“ в Севастопол. Получава ново радиоелектронно оборудване, също са поставени 4 ЗАК АК-630М. От 11 юни до 15 септември 1982 г., по време на Ливанската война, в състава на съединение кораби действа при бреговете на Сирия, оказвайки поддръжка на сирийските въоръжени сили.
На 26 декември 1983 г. пристига в Балтийск и влиза в състава на Балтийския флот. Занимава се с бойна подготовка, носи бойна служба в Средиземно море в периода 1985−1986 г., осъществявайки следене над американските авионосни групи. На 1 април 1989 г. влиза за среден ремонт в кораборемонтен завод № 29 в Лиепая. Към средата на 1990 г. работите по крайцера са прекратени. На опитите да се отбуксира „Грозни“ в Калининград пречат властите на Латвия. На 9 юли 1991 г. крайцерът е изключен от списъците на флота. Кораба продължава да стои на причал № 23 на завода, същият на който в периода 1978 – 1990 г. се намира на консервация крайцерът „Свердлов“, където и потъва, през март 1993 г. Вследствие на разхищение на оборудването от мародери. По-късно е изваден и разкомплектован за скрап.

## Командири на кораба
- капитан 2-ри ранг Александр Петрович Ушаков;
- капитан 2-ри ранг, капитан 1-го ранга Николай Иванович Рябинский (16.10.1969 – 10.1972);
- капитан 2-ри ранг Волин Александрович Корнейчук (1972).

## Тактически номер
| Тактически номер | Дата |
| ---------------- | ---- |
| 898              | 1962 |
| 239              |      |
| 261              |      |
| 846              |      |
| 841              | 1967 |
| 854              | 1969 |
| 943              | 1969 |
| 859              | 1969 |
| 841              | 1971 |
| 851              | 1973 |
| 847              | 1973 |
| 855              | 1975 |
| 856              | 1975 |
| 147              | 1981 |
| 107              | 1982 |
| 121              | 1983 |
| 155              | 1984 |
| 179              | 1984 |
| 145              | 1988 |
| 152              | 1991 |
| 810              |      |
| 843              |      |
| 858              |      |
| 170              |      |